# إيس كانون
جون «إيس» كانون (بالإنجليزية: Ace Cannon)‏ هو عازف ساكسفون أمريكي. ولد في مدينة غرينادا في مسيسيسبي يوم 5 مايو 1934. عزف مع فريق بيل بلاك كومبو، وبدأ حياته المنفردة بمقطوعته "Tuff" في عام 1961 على علامة هاي ريكوردز، واستعان بفريق بيل بلاك ليعزف خلفه. بلغت مقطوعة "Tuff" المرتبة رقم 17 على قائمة بيلبورد الأمريكية في عام 1962، ووصلت أغنية "Blues (Stay Away From Me)" على المرتبة 36 في نفس العام.
تم إدخال كانون في قاعة مشاهير الروكابيلي في عام 2000. في مايو 2007، استضافت مدينة كالهون سيتي في ميسيسيبي مهرجان أيس كانون السنوي الأول، وفي 9 ديسمبر 2008 تم تكريمه بإدخاله في قاعة مشاهير موسيقيي ميسيسيبي.
ظل كانون يسافر في جولاته الموسيقية، وعاد إلى كالهون سيتي في أواخر الثمانينات، حيث أقام بها حتى وفاته. توفي في منزله في 6 ديسمبر 2018 عن عمر يناهز 84 عامًا.

## ديسكوغرافيا

### الألبومات
- 1962 - Tuff Sax (المرتبة 24 على قائمة بيلبورد للألبومات)
- 1964 - Plays the Great Show Tunes
- 1964 - Aces Hi
- 1965 - Live
- 1966 – Christmas Cheers from Ace Cannon (المرتبة 44 على قائمة بيلبورد للألبومات)
- 1966 - Sweet & Tuff
- 1967 - Memphis Golden Hits
- 1969 - Ace of Sax
- 1972 - Cannon Country - Ace, That is!
- 1972 - Country Comfort
- 1973 - Baby Don't Get Hooked On Me

### الأغاني
| السنة | العنوان                          | أفضل موقع | الألبوم                      |
| السنة | العنوان                          | US        | الألبوم                      |
| ----- | -------------------------------- | --------- | ---------------------------- |
| 1961  | "Tuff" A                         | 17        | Tuff Sax                     |
| 1962  | "Blues (Stay Away From Me)"      | 36        | Tuff Sax                     |
| 1962  | "Sugar Blues"                    | 92        | منفردة فقط                   |
| 1962  | "فولاري"                         | 107       | Looking Back With Ace Cannon |
| 1963  | "Since I Met You Baby"           | 130       | منفردة فقط                   |
| 1963  | "Cotton Fields"                  | 67        | Aces Hi                      |
| 1963  | "Swanee River"                   | 103       | Aces Hi                      |
| 1964  | "Searchin'"                      | 84        | Aces Hi                      |
| 1964  | "Empty Arms"                     | 120       | Nashville Hits               |
| 1965  | Sea Cruise"                      | 135       | منفردة فقط                   |
| 1966  | "Funny How Time Slips Away"      | 102       | Sweet and Tuff               |
| 1968  | "By the Time I Get to Phoenix"   | 110       | Incomparable Sax             |
| 1977  | "Blue Eyes Crying in the Rain" B | —         | Peace In the Valley          |

- A وصلت للمرتبة الثالثة على قائمة أغاني الآر أند بي
- B وصلت للمرتبة 73 على قائمة أغاني الكانتري

## وصلات خارجية
- الموقع الرسمي
- إيس كانون على موقع ميوزك برينز (الإنجليزية)
- إيس كانون على موقع أول ميوزيك (الإنجليزية)
- إيس كانون على موقع ديسكوغز (الإنجليزية)